# François Euvé
François Euvé s.j., né le 9 août 1954, est un théologien et écrivain français, scientifique de formation.

## Biographie
Ancien élève de l'ENSET et agrégé de physique (1976), il enseigne pendant quelques années au lycée Daniélou (Rueil-Malmaison) avant d'entrer dans la Compagnie de Jésus en 1983 et est ordonné prêtre en 1989.
Il est rapidement envoyé en Russie, d'où les jésuites avaient été expulsés en 1820, et enseigne la théologie à l'Institut Saint-Thomas d'Aquin de Moscou entre 1992 et 1995. De retour à Paris, il soutient une thèse de doctorat en théologie (2000) et devient professeur au Centre Sèvres (Facultés jésuites de Paris), il a été doyen de la faculté de théologie et titulaire de la chaire Teilhard de Chardin.
Il est depuis janvier 2013 rédacteur en chef de la revue Études, à laquelle il collaborait depuis une dizaine d'années.

## Publications
- Quel avenir pour le christianisme?, Salvator, 2023  (ISBN 978-2706725524)
- La science l'épreuve de Dieu ? (réponses au livre Dieu, la science, les preuves), Salvator, 2022, écrit avec la participation d'Étienne Klein[3].
- Théologie de l'écologie. Une Création à partager, Salvator, 2021  (ISBN 978-2706720383)
- Dialogue sur l'histoire, la religion et les sciences (avec Michel Blay), Paris, CNRS Editions, 2019  (ISBN 978-2271129482)
- Au nom de la religion ? Barbarie ou fraternité, éditions de l’Atelier, 2016  (ISBN 978-2708245167)
- Pour une spiritualité du cosmos. Découvrir Teilhard de Chardin, Salvator, 2015  (ISBN 978-2706713224)
- Mathématiques, astronomie, biologie et soin des âmes : les jésuites et les sciences, Lessius, 2012  (ISBN 978-2-87299-226-3)
- Darwin et le christianisme, Buchet-Chastel, 2009  (ISBN 978-2-283-02337-2), Pocket  (ISBN 978-2-266-19552-2)
  - (pl) Darwin i chrześcijaństwo, Wydawnictwo WAM (pl), 2010  (ISBN 978-83-7505455-2)
- Crainte et tremblement, une histoire du péché, éditions du Seuil, 2010  (ISBN 978-2-02-096695-5)[4],[5]
  - (it) Timore e tremore. Una storia del peccato, San Paolo Edizioni, 2011  (ISBN 978-88-215-7349-1)
- Sciences, foi, sagesse - Faut-il parler de convergence ?, éditions de l’Atelier, 2004  (ISBN 978-2-7082-3733-9)
- Penser la création comme jeu, Cerf, 2000  (ISBN 978-2-204-06542-9)[6]

### Participation à des ouvrages collectifs
- « Une nouvelle vision scientifique du monde », dans Dieu au XVIIe siècle, Facultés jésuites de Paris, 2002, p. 29-58
- « Théologie fondamentale et dogmatique », Théologie, Eyrolles, 2008, p. 109-133
- Dieu et la science, de André Comte-Sponville, François Euvé, Guillaume Lecointre, Presses de l'ENSTA, 2011  (ISBN 978-2-7225-0927-6)
- Lettre encyclique du pape François, Loué sois-tu ! Laudato si', édition présentée et commentée sous la direction des jésuites du CERAS, introduction, annotation et conclusion par un guide de lecture du chapitre 2, « L'évangile de la Création »
- Jean Bastaire, l'écologiste, ouvrage collectif dirigé par Fabien Révol et François Euvé, édition Salvator, 2023[7].
- Prier 15 jours avec Hélène et Jean Bastaire, ouvrage collectif dirigé par François Euvé, édition nouvelle cité, 2023.

### Préfaces
- Guy Lale-Gérard, Michel Euvé et Florence Curval, La Ville européenne au 21e siècle. En finir avec la ville empirique, la Charte d’Athènes et la fracture sociale, Paris, L’Harmattan, 2019  (ISBN 978-2343184692)
- Nicole Timbal, Pierre Teilhard de Chardin. Un homme de Dieu au cœur de la matière, Fidélité, 2015  (ISBN 978-2873565824)
- Hélène Bastaire, Jean Bastaire, La Création, pour quoi faire ? Une réponse aux créationnistes, Salvator, 2011  (ISBN 978-2-7067-0714-8)
- Thomas Mulvihill King (en), La Messe de Teilhard : une lecture de « La Messe sur le monde », Médiaspaul, 2009  (ISBN 978-2-7122-1055-7)

La bibliographie universitaire complète est disponible ici